# Groff (software)
groff è il rimpiazzo GNU per i formattatori di testo chiamati troff e nroff. È l'implementazione originale scritta inizialmente in C++ da James Clark ed è modellata su ditroff, ma include anche molte estensioni.

## Storia
Groff fu sviluppato come free software per fornire un facile rimpiazzo del pacchetto standard AT&T troff/nroff, che al secolo era proprietario, e non era disponibile generalmente sui sistemi UNIX. La prima versione, 0.3.1, fu pubblicata nel giugno 1990. La prima versione stabile, 1.04, venne annunciata nel novembre 1991.
Nel 1999, Werner Lemberg e Ted Harding assunsero il mantenimento e lo sviluppo del programma.

## Caratteristiche
È uno dei programmi che permette la creazione delle pagine di manuale (man pages), ovvero documentazione online frequentemente utilizzato da utenti Linux.
Groff contiene un grande numero di utilities d'aiuto, preprocessori, e postprocessori come  eqn, tbl, pic e soelim. Ci sono diversi macro package, compresi quelli standard di troff, oltre ovviamente a numerosi aggiornamenti quantitativi e qualitativi.

## Casi storici di utilizzo
Fino a molto recentemente, O'Reilly Media e associati erano editori che facevano pesantemente affidamento su groff per il layout delle pagine e il workflow, un fatto notato nelle colophons di molti dei suoi libri. (Adesso invece la casa realizza i suoi libri principalmente tramite Adobe FrameMaker e QuarkXPress).